# Notitia ecclesiarum urbis Romae
La Notitia ecclesiarum urbis Romae (chiamata anche itinerario di Salisburgo) è una guida per pellegrini, composta verso la metà del VII secolo. Essa fu scoperta in un codice a Salisburgo, ed oggi è conservata nella biblioteca nazionale di Vienna.

## Descrizione
L'opera è stata composta forse sotto il pontificato di Onorio I: è la più antica opera conosciuta che tratta gli itinerari dei pellegrini.
L'autore del documento è stato quasi certamente un romano, che conosceva molto bene i luoghi descritti. In essa sono enumerate le basiliche ed i cimiteri cristiani di Roma. I cimiteri extra muros, sono descritti a partire da quelli più esterni fino a giungere a quelli sotto le mura Aureliane; inoltre la descrizione parte dalla catacomba di San Valentino per raggiungere, in senso orario, la necropoli vaticana.